# 申克峰 (羅斯柴爾德島)
69°40′S 72°18′W / 69.667°S 72.300°W
申克峰（英語：Schenck Peak），是南極洲的山峰，位於帕爾默地的羅斯柴爾德島東南部，處於莫里爾峰西南面3.7公里，屬於德斯科山脈的一部分，海拔高度約500米，現時由南極條約體系管理。